# 10197 Senigalliesi
10197 Senigalliesi è un asteroide della fascia principale. Scoperto nel 1996, presenta un'orbita caratterizzata da un semiasse maggiore pari a 2,8442795 UA e da un'eccentricità di 0,0676333, inclinata di 1,85285° rispetto all'eclittica.
Scoperto dall'astronomo Vittorio Goretti, deve il suo nome all'astronomo marchigiano Paolo Senigalliesi, il quale dà il nome anche all'osservatorio astronomico della città di Ancona.